# BMW Championship
Het BMW Championship is een golftoernooi in de Verenigde Staten dat deel uitmaakt van de Amerikaanse PGA Tour. Het toernooi werd opgericht in 2007 en wordt sindsdien op verschillende golfbanen gespeelde. Het is tevens de opvolger van het Western Open, dat sinds 1899 werd gespeeld.

## Verschil met Western Open
Spelersveld
Hoewel het BMW toernooi wordt genoemd als opvolger van het Western Open is de opzet geheel anders. Bij het Western Open werden spelers toegelaten volgens de categorie-indeling van de PGA Tour, net als bij andere toernooien van de Amerikaanse PGA Tour. Het BMW-toernooi maakt deel uit van de FedEx Cup Playoffs, en het spelersveld bestaat uit de top-50 spelers van de FedEx Cup rangorde.
Formule
Het Western Open was een normaal strokeplay kampioenschap van 72 holes met een cut na 36 holes. Het BMW toernooi kent geen cut. Het wordt in september gespeeld. Na dit toernooi mogen de beste dertig spelers het laatste toernooi van het seizoen spelen, The Tour Championship.

## Winnaars
| Jaar | Baan                         | Locatie                        | Winnaar         | Score | Score | Info |
| ---- | ---------------------------- | ------------------------------ | --------------- | ----- | ----- | ---- |
| 2007 | Cog Hill Golf & Country Club | Lemont, Illinois               | Tiger Woods     | 262   | –22   |      |
| 2008 | Bellerive Country Club       | Town and Country, Missouri     | Camilo Villegas | 265   | –15   |      |
| 2009 | Cog Hill Golf & Country Club | Lemont , Illinois              | Tiger Woods     | 265   | –19   |      |
| 2010 | Cog Hill Golf & Country Club | Lemont, Illinois               | Dustin Johnson  | 275   | –9    |      |
| 2011 | Cog Hill Golf & Country Club | Lemont, Illinois               | Justin Rose     | 271   | –13   |      |
| 2012 | Crooked Stick Golf Club      | Carmel, Indiana                | Rory McIlroy    | 268   | –20   |      |
| 2013 | Conway Farms Golf Club       | Lake Forest, Illinois          | Zach Johnson    | 268   | –16   |      |
| 2014 | Cherry Hills Country Club    | Cherry Hills Village, Colorado | Billy Horschel  | 266   | –14   |      |

| Toernooirecord |  | po = winnaar na play-off |